# Gavin Polmans
Gavin Polmans (* 15. März 1971) ist ein ehemaliger südafrikanischer Badmintonspieler.

## Karriere
Gavin Polmans wurde 1995, 1996 und 1998 nationaler südafrikanischer Meister. 1996 siegte er auch bei den South Africa International. Bei der Badminton-Afrikameisterschaft 1998 gewann er Silber im Doppel und Bronze im Mixed. 1999 nahm er an den Badminton-Weltmeisterschaften teil.

## Sportliche Erfolge
| Saison | Veranstaltung                 | Disziplin    | Platz | Name                               |
| ------ | ----------------------------- | ------------ | ----- | ---------------------------------- |
| 1995   | Südafrikanische Meisterschaft | Herrendoppel | 1     | Johan Kleingeld / Gavin Polmans    |
| 1996   | South Africa International    | Herrendoppel | 1     | Johan Kleingeld / Gavin Polmans    |
| 1996   | Südafrikanische Meisterschaft | Herrendoppel | 1     | Johan Kleingeld / Gavin Polmans    |
| 1998   | Südafrikanische Meisterschaft | Herrendoppel | 1     | Gavin Polmans / Neale Woodroffe    |
| 1999   | Weltmeisterschaft             | Mixed        | 33    | Gavin Polmans / Monique Ric-Hansen |
| 1999   | Weltmeisterschaft             | Herrendoppel | 33    | Johan Kleingeld / Gavin Polmans    |

## Referenzen
- Gavin Polmans beim Badminton-Weltverband

| Personendaten    | Personendaten                     |
| ---------------- | --------------------------------- |
| NAME             | Polmans, Gavin                    |
| KURZBESCHREIBUNG | südafrikanischer Badmintonspieler |
| GEBURTSDATUM     | 15. März 1971                     |